# Il foruncolo
Il foruncolo (Le Furoncle) è un cortometraggio muto del 1915 diretto da Louis Feuillade.

## Produzione
Il film fu prodotto dalla Société des Etablissements L. Gaumont

## Distribuzione
Distribuito dalla Société des Etablissements L. Gaumont, uscì nelle sale cinematografiche francesi nel gennaio 1915.